# Croix du cimetière de Grosne
La Croix du cimetière de Grosne est une croix située sur la commune de Grosne dans le département français du Territoire de Belfort.

## Localisation
La croix est située dans le cimetière attenant à l'église, au centre du village.

## Histoire
La croix date de 1764. 
La croix est inscrite au titre des monuments historiques depuis le 7 juillet 1989.

## Description
Érigée en 1764 dans le cimetière de l'église Saint-Paul de Grosne, la croix assure la protection des défunts. Le piédestal présente des moulures, une corniche et un médaillon ovale gravé du millésime de construction. Le croisillon est orné de sculptures. La face recto porte la figure de l'apôtre Paul tenant son évangile et l'épée de son martyre. Le verso présente le premier évêque de Rome (Saint Pierre), avec les clés du paradis. Le côté verso est dissimulé par un Christ en métal commémorant le souvenir d'une mission en 1844.